# Pete Seeger
Niektóre z zamieszczonych tu informacji wymagają weryfikacji.
Dokładniejsze informacje o tym, co należy poprawić, być może znajdują się w dyskusji tego artykułu.
 Po wyeliminowaniu niedoskonałości należy usunąć szablon {{Dopracować}} z tego artykułu.

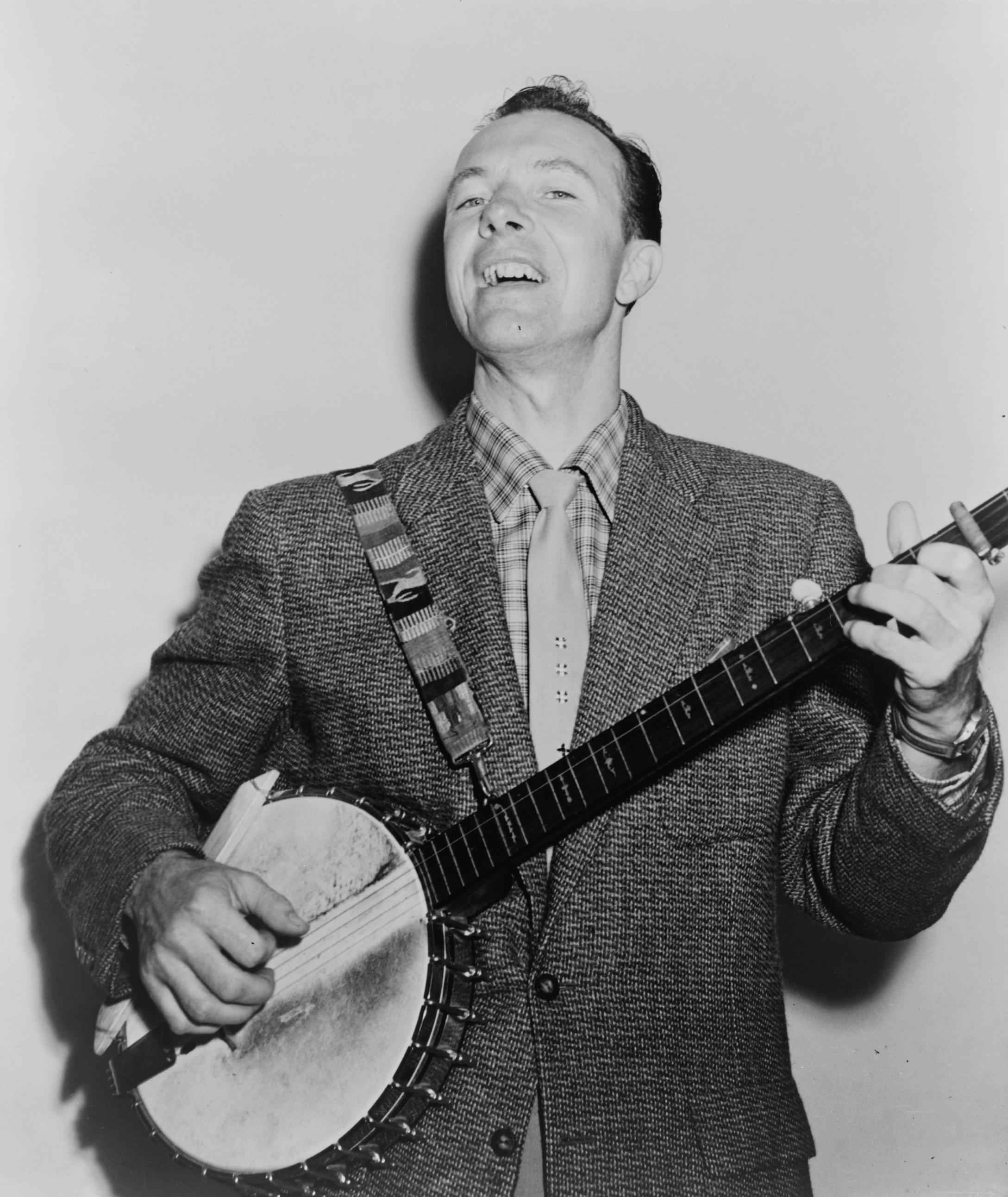
Pete Seeger (1955)

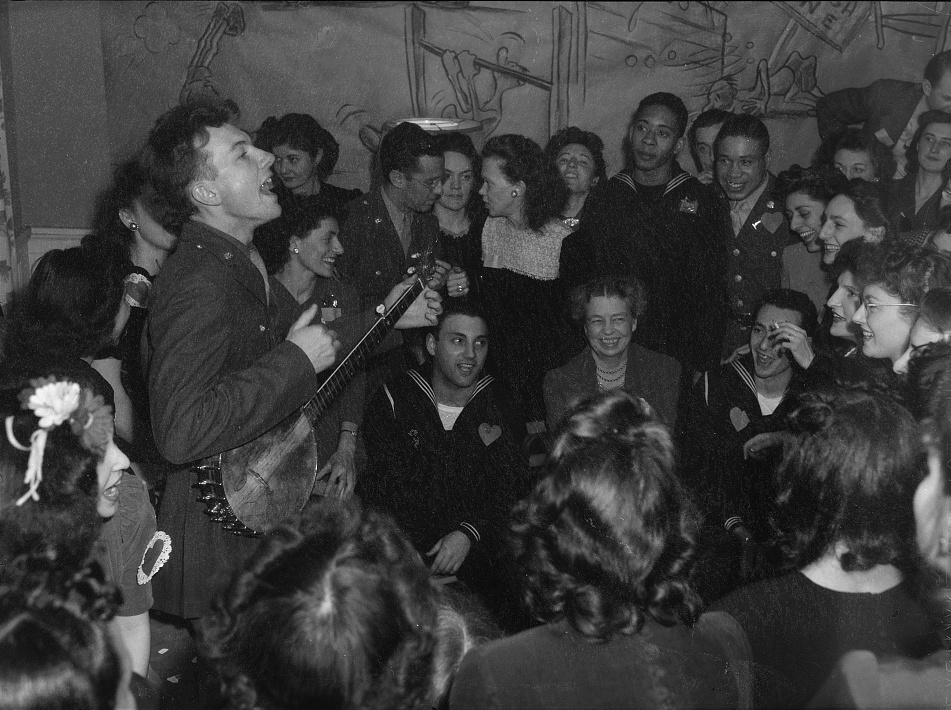
Pete Seeger (1944)

Pete Seeger, właśc. Peter Seeger (ur. 3 maja 1919 w Nowym Jorku, zm. 27 stycznia 2014 tamże) – amerykański piosenkarz i aktywista. Dzięki niemu rozwinęła się muzyka folkowa, był także pionierem protest songu w latach 50. i 60. Jest najbardziej znany jako autor lub współautor utworów „Where Have All the Flowers Gone”. „If I Had a Hammer” i „Turn, Turn, Turn”, które zostały nagrane przez wielu artystów, zarówno tych spod znaku muzyki folk, jak i tych, którzy nie mają z nią nic wspólnego, i są śpiewane do dziś na całym świecie. „Flowers” były przebojem The Kingston Trio (1962), Marleny Dietrich, która śpiewała ten utwór po angielsku, niemiecku i francusku (1962), i Johnny’ego Riversa (1965), a w Polsce Sławy Przybylskiej (pod tytułem „Gdzie są kwiaty z tamtych lat”). „If I Had a Hammer” okazał się hitem w wykonaniu zespołu Peter, Paul and Mary (1962) i Trini Lopeza (1963). Amerykański zespół The Byrds spopularyzował zaś „Turn, Turn, Turn” w połowie lat 60. W 1996 roku Pete Seeger został wprowadzony do Rock and Roll Hall of Fame.
Rodzina wywodziła się z Niemiec. Jego ojciec Charles Seeger był muzykologiem i badaczem muzyki niepochodzącej z Zachodu. Rodzeństwo przyrodnie, Mike Seeger i Peggy Seeger, również osiągnęli sukces jako muzycy. – Mike założył zespół New Lost City Ramblers. Sam Seeger uczył się w Avon Old Farms w Connecticut, a następnie w Harvard College, lecz porzucił naukę w 1938 roku. W 1943 roku ożenił się z Toshi-Aline Oshtą (zm. 9 lipca 2013), której wsparcie – zdaniem samego Seegera – pozwoliło przeżyć artyście resztę życia. Z tego związku miał trójkę dzieci – Danny’ego, Mekę i Tinyę.

## Kariera
W późnych latach 30. i 40. – po tym jak opuścił Harvard, na którym studiował dziennikarstwo – Seeger spotkał i uległ wpływom wielu ważnych piosenkarzy, Woody’ego Guthriego czy Leadbelly'ego. Guthriego spotkał podczas „Gron gniewu”, koncertu zorganizowanego dla robotników-imigrantów i niedługo po tym wydarzeniu dwójka zaczęła ze sobą współpracować.
Seeger był jednym z założycieli grupy folkowej The Almanac Singers z Woodym Guthriem i The Weavers z Lee Haysem i Ronniem Gilbertem. The Weavers odnosili znaczne sukcesy we wczesnych latach 50. zanim zostali wpisani na czarną listę podczas makkartyzmu. W 1954 Seeger został wezwany przed oblicze Komitetu do spraw ruchów antyamerykańskich, a potem, przez następne 17 lat, był bojkotowany przez publiczne media.
Seeger rozpoczął karierę solową w 1958 roku, znaną z utworów „If I Had a Hammer” (napisanym wspólnie z Lee Haysem), „Turn, Turn, Turn” (inspirowanym Księgą Koheleta) i „We Shall Overcome”. zaczerpniętym z murzyńskich pieśni religijnych, który w latach 60. (z nowym już tekstem) stał się hymnem amerykańskiego ruchu praw obywatelskich.
W latach 60., Seeger napisał klasyczną już książkę Jak grać na pięciostrunowym banjo, która sprawiła, że wiele osób zaczęło grać na tym instrumencie. Artysta wynalazł również tak zwane Seeger Banjo, które jest dłuższe od normalnego o trzy progi i nieco dłuższe od gitary basowej, ma też nieco niższy dźwięk.
Początkowo Seeger był gorącym poplecznikiem Boba Dylana, lecz w 1965 roku, podczas Newport Folk Festival, gdy Dylan zaczął wprowadzać do muzyki folk dźwięki instrumentów elektrycznych, wpadł w furię i podobno wkroczył na scenę z siekierą, by porozcinać kable; sam Seeger wyjaśniał natomiast, że gdy odmówiono mu ściszenia aparatury, powiedział „Niech to wszyscy diabli, gdybym miał topór, poprzecinałbym te kable”.
Seeger był członkiem Clearwater Group, organizacji założonej w 1966 roku, mającej na celu zwrócenie uwagi na zanieczyszczenie rzeki Hudson i podjęcie działań zmierzających do jego ograniczenia. W ramach tych działań, w 1969 po rzece zaczął pływać slup Clearwater, który raz służy jako sala lekcyjna, scena lub laboratorium, a jego załoga jest złożona z wolontariuszy. Seeger był znany ze swoich komunistycznych przekonań. Początkowo wysławiał nawet stalinowski Związek Radziecki, jednak po ujawnieniu zbrodni tego systemu, zaczął się od niego odżegnywać.
Na swoim banjo umieścił hasło „This machine surrounds hate and forces it to surrender” (ang. „Ta maszyna okrąża nienawiść i zmusza ją do kapitulacji”), które miało być nawiązaniem do hasła „This machine kills fascists” (ang. „Ta maszyna zabija faszystów”), jakie w latach 40. namalował na swojej gitarze Woody Guthrie.

## Dyskografia
- 2009 American Favorite Ballads, The Complete Collection Vol.1-5 (Smithsonian Folkways)
- 2009 Pete Seeger at Bard College firmowany przez Ono Okoy and the Banshees (Appleseed Records)
- 2008 Pete Seeger at 89 (Appleseed Records)
- 2007 American Favorite Ballads, Vol. 5 (Smithsonian Folkways)
- 2006 American Favorite Ballads, Vol. 4 (Smithsonian Folkways)
- 2004 American Favorite Ballads, Vol. 3 (Smithsonian Folkways)
- 2003 American Favorite Ballads, Vol. 2 (Smithsonian Folkways)
- 2002 American Favorite Ballads, Vol. 1 (Smithsonian Folkways)
- 2000 American Folk, Game and Activity Songs (Smithsonian Folkways)
- 1998 Headlines and Footnotes: A Collection of Topical Songs (Smithsonian Folkways)
- 1998 If I Had a Hammer: Songs of Hope and Struggle (Smithsonian Folkways)
- 1998 Birds, Beasts, Bugs and Fishes (Little and Big) (Smithsonian Folkways)
- 1993 Darling Corey/Goofing-Off Suite (Smithsonian Folkways)
- 1992 American Industrial Ballads (Smithsonian Folkways)
- 1991 Abiyoyo and Other Story Songs for Children (Smithsonian Folkways)
- 1990 Folk Songs for Young People (Smithsonian Folkways)
- 1990 American Folk Songs for Children (Smithsonian Folkways)
- 1989 Traditional Christmas Carols (Smithsonian Folkways)
- 1980 God Bless the Grass (Folkways Records)
- 1974 Banks of Marble and Other Songs (Folkways Records)
- 1968 Wimoweh and Other Songs of Freedom and Protest (Folkways Records)
- 1966 Dangerous Songs!? (Columbia Records)
- 1966 God Bless the Grass (Columbia Records)
- 1964 Songs of Struggle and Protest, 1930-50 (Folkways Records)
- 1964 Broadsides – Songs and Ballads Folkways Records
- 1962 12-String Guitar as Played by Lead Belly Folkways Records
- 1960 Champlain Valley Songs Folkways Records
- 1959 American Play Parties (Folkways Records)
- 1958 Gazette, Vol. 1 Folkways Records
- 1957 American Ballads (Folkways Records)
- 1956 With Voices Together We Sing (Folkways Records)
- 1956 Love Songs for Friends and Foes (Folkways Records)
- 1955 Bantu Choral Folk Songs (Folkways Records)
- 1954 How to Play a 5-String Banjo (instruction) (Folkways Records)
- 1954 The Pete Seeger Sampler (Folkways Records}

## Wideografia
- 2007 The Power of Song (The Weinstein Company Home Entertainment)

## Odznaczenia
- 1994 National Medal of Arts